# محمد قطب
محمد قطب إبراهيم حسين شاذلي، كاتب إسلامي وأستاذ جامعي مصري له عدة مؤلفات وهو شقيق سيد قطب، كان يقيم قبل وفاته بمكة المكرمة وأستاذا جامعيا في جامعة أم القرى إذ يعتبر علامة فكرية وحركية بارزة بالنسبة للحركة الإسلامية المعاصرة، فهو صاحب مؤلفات هامة تؤسس للفكر الإسلامي المعاصر من منطلق معرفي إسلامي مخالف لنظرية المعرفة الغربية، يُعتبر أحد منظري فكر التوقف والتبين وهي إحدى التيارات القطبية.

## رؤيته
قام محمد قطب بتأسيس مدرسة إسلامية ذات طابع حركي داخل الجامعات السعودية عبر إشرافه على العديد من الرسائل الجامعية. ينبه محمد قطب في كتبه إلى خطر الصدام مع الأنظمة السياسية الحاكمة في العالم العربي قبل القدرة عليه، وقبل أن يفهم الناس ـ المحكومون بهذه الأنظمة ـ معنى كلمة التوحيد وضرورة الحكم بما أنزل الله، واستدل على ذلك بقوله تعالى: (وكذلك نفصل الآيات ولتستبين سبيل المجرمين). واستطرد محمد قطب قائلاً: إن قيادات الجماعة الإسلامية كانت تفتقد إلى الوعي والخبرة التي تمكنها من إدراك خطر التورط في مواجهة مع النظام السياسي. يرى محمد قطب أن موقف الغرب من الإسلام هو موقف صليبي واضح، وما يقول عنه الغرب: «إنه تسامح مع الإسلام»، إنما هو في الحقيقة مجرد شعارات فارغة. وتوقع أن تكون أوضاع الأقليات الإسلامية في الغرب ـ وأمريكا خاصة ـ في منتهى الصعوبة والخطورة ونبه المسلمون هناك للاستعداد للأخطر والأسوأ.

## النشأة

### الأسرة
هو محمد قطب إبراهيم، ولد في 26 أبريل 1919 في بلدة موشا ـ من محافظة أسيوط بمصر وكان والده قطب إبراهيم من المزارعين في تلك الناحية، لم يتجاوز في دراسته المرحلة لكنه لم يقف عند حدود التحصيل المدرسي إذ كان محباً للمطالعة مقبلاً عليها فهو يعتبر من مثقفي قريته المهتمين بالأمور العامة، وبذلك كان موضع الاحترام والتقدير من أهلها إذ يعدونه من أصحاب الرأي فيهم، بالإضافة إلى مكانة أسرته بينهم.
أما والدته فهي السيدة فاطمة عثمان تنتمي إلى أسرة عربية محبة للعلم، وقد تلقى إخوتها دراستهم في الأزهر وبرز منهم أحمد حسين الموشي الذي امتاز بمواهبه الأدبية والقلمية إذ كان شاعراً أديباً وقد اشتغل بالصحافة والسياسة فأحرز شهرة في كلا الميدانين. من هنا كان تأثر السيدة فاطمة فنشأت محبة للعلم والثقافة وقررت أن تبعث بولديها سيد ومحمد إلى القاهرة ليتلقيا تعليمهما هناك. ففي القاهرة بدأ الفتى محمد دراسته من أولها فأتم المرحلتين الابتدائية والثانوية ثم التحق بجامعة القاهرة حيث درس اللغة الإنجليزية وآدابها، وكان تخرجه فيها عام 1940م ومن ثم تابع في معهد التربية العالي للمعلمين فحصل على دبلومها في التربية وعلم النفس.

### رعاية سيد
يحدثنا عن أعمق الرجال تأثيراً في توجيهه وتفكيره فيؤكد أن أعظم الناس تأثيراً في حياته كلها هو أخوه سيد الذي كان يتقدمه بأكثر من إثنتي عشر عاماً في الميلاد، فهو الذي أشرف على تعليمه وتوجيهه وتثقيفه وكان بالنسبة إليه بمثابة الوالد والأخ والصديق. يقول محمد قطب:
 ويقول الأستاذ: لقد كانت صلة سيد بي من حيث التربية يتمثل فيها العطف والحسم في آن واحد فلا هو اللين المفسد ولا الشديد المنفر كما أنه كان يشجعني على القراءة في مختلف المجالات وكان هو نفسه نهماً إلى القراءة فساعدني هذا التوجيه على حب المطالعة منذ عهد الطفولة.

### خاله الأديب
عن تأثير خاله يحدثنا الأستاذ قائلاً: كان لوجودنا مع خالي ذي النشاط السياسي والأدبي والصحافي أثره الملموس في توجيهنا - أنا وأخي - نحو الأدب والشعر وتغذية ميلنا إلى القراءة والإطلاع، وإذ كان خالي على صلة وثيقة بالعقاد فقد اجتذبنا إلى التأثر به فكرياً وأدبياً إلا أن تأثيره في أخي كان أكبر لطول مصاحبته ومعايشته، ولاشتراكهما في النشاط الأدبي والنقد الأدبي بخاصة.
أما أثره بالنسبة إلي فقد بدأ منذ بدأ الاتصال بكتبه وكتب المازني وطه حسين وأنا في التاسعة من سني إذ كنت أجدها بجانبي في البيت فأحاول أن أفهم منها ما يتيحه لي وعيي وتجربتي ويمكنني القول بأن أثر العقاد بي فكرياً إنما يتمثل في الصبر على معالجة الأفكار بشيء من العمق وعدم تناولها من سطوحها، وأسلوبياً يتمثل في التركيز على الدقة في التعبير وطبيعي أن شيئاً من ذلك لم يظهر إلا بعد أن بدأت أمارس الكتابة بالفعل، وفيما عدا هؤلاء الثلاثة لا أحسب أحداً ترك في نفسي أو فكري طابعاً ملحوظاً اللهم إلا بعض اللمسات الهامشية التي لا تعد في المؤثرات الهامة.

## مأساة آل قطب
قال: بدأت طلائع تلك الأحداث منذ عودة أخيه سيد من أمريكا بعد قضائه فيها العامين 1949م - 1950 فقد شرع قلمه في معركة صحفية سياسية هائلة كانت تعرضه باستمرار لخطر الاعتقال على ذمة التحقيق.
وكانت هذه التجربة جديدة في حياة الأسرة من ناحيتين أولاهما مواجهة الباطل وجهاً لوجه في ميدان الواقع بعد أن اقتصر صراعهم إياه على ميدان الفكر وحده والثانية هي تعرض حرية سيد للمصادرة بين الحين والآخر وهو رب الأسرة التي يستغرقها الشعور بأنه معتمدها الوحيد في سائر شئونها الحيوية. على الرغم من أن التجربة قد مرت دون أخطار حقيقية فقد كانت أشبه بالإرهاص لما بعدها.
لقد انفجرت الثورة العسكرية بعد ذلك وقامت بينها وبين سيد علاقة مرضية أول الأمر إلا أن مسيرتها سرعان ما شرعت في الاضطراب وجعلت تتخذ وجهة أخرى مما أنذر بوشك تصادم بينها وبين أصحاب الاتجاه الإسلامي. وهكذا استمر الخطر يقترب ويتفاقم حتى كانت مسرحية الإسكندرية الشهيرة في أكتوبر عام 1954م التي أعقبت اعتقال سيد والموكب الأول من شهداء الدعوة ثم جاء دور أخيه محمد بعد أيام وأتيح لهما أن يشهدا من فنون التعذيب ما لا يخطر على بال إنسان. وقد ألحق كل من الأخوين بمكان من السجن الحربي بعيد عن الآخر وحيل بينهما حتى لا يعرف أحدهما عن الآخر شيئاً. ثم أفرج عن محمد بعد فترة غير طويلة وبقي سيد في قبضة الجلادين طوال عشر سنوات.
يقول محمد قطب: كانت فتنة السجن الحربي بالغة الأثر في نفسي إذ كانت أول تجربة من نوعها وكانت من العنف والضراوة بحيث يمكن لي القول إنها غيرت نفسي تغييراً كاملاً من بعض الجوانب على الأقل. كنت أعيش من قبلها في آفاق الأدب والشعر والمشاعر المهمومة أعاني حيرة عميقة صورتها في الأبيات التالية من قصيدة جعلت عنوانها ضلال:
كانت تلك الحيرة تشكل أزمة حقيقية في نفس محمد قطب استغرقت من حياته عدة سنوات غير أن الدقائق الأولى منذ دخوله ذلك السجن والهول الذي يلقاه نزيله بدل ذلك كل التبديل لقد أحس إذ ذاك أنه موجود وأن له وجوداً حقيقياً وأن الذي في نفسه حقيقة لا وهم. وهذه الحقيقة هي السير في طريق الله والعمل من أجل دعوته وأن السائر في هذا الطريق ليس ضائعاً بل هو المهتدي وأنه حين يذهب في طيات هاتيك الرمال باللحظة المقدورة له لا يذهب بدداً وإنما يذهب إلى الله وهناك يجد وجوده كله. لقد كانت هاتيك اللحظات مفترق طريق وانتهت الحيرة الضالة ووجد نفسه على الجادة.
وخرج يوم أفرج عنه ليحمل عبء الأسرة التي كانت من مسئوليات أخيه وحده كما عودهم ومضى يخوض تجارب الحياة العملية خلال أكداس من العسر على مدى عشر السنوات، حتى أفرج عن سيد وتلقى ذلك الإفراج بكثير من القلق، إذ كان يحس في قرارة نفسه أنهم لم يخلوا سبيله إلا وهم يدبرون له أمراً أشد سوءاً من السجن، وقد كان ما توقعه فما إن انقضى على مغادرته السجن الحربي عام واحد حتى اضطربت الأمور كرة أخرى، وتيقنوا أن المؤامرة تحدق بهم من كل جانب فلما شرعوا في اعتقالات عام 1965م أعيد سيد وأعيد محمد كذلك إلى السجن.
وكان نصيبه أن يقضي فيه ست سنوات متصلة من 30 يوليو إلى 17 أكتوبر عام 1971م. وكان نصيب أخيه الإعدام بعد محاكمة صورية مع ثلة من كرام الشهداء وقتل في هذه المجزرة واحد من أبناء أخته أثناء التعذيب دون إعلان واعتقلت شقيقاتهم الثلاث ومنهن الكبرى أم ذلك الشهيد وعذبت الشقيقة الصغرى ثم حكم عليها بالسجن عشر سنوات وتعرضوا جميعاً لحملة ضارية من التنكيل الذي لا يخطر على بال إنسان. وكان ذلك كله جزءاً من الحرب المسلطة على الإسلام يقودها نيابة عن الصليبية العالمية والصهيونية الدولية مخلوقون يحملون أسماء مسلمين. لكن هذه السنوات الست بكل أحداثها ووقائعها هي في النهاية زاد على الطريق.

## مساومات لم تنجح
شاع أن طغمة المتسلطين قد حاولت احتواء سيد قطب بإسناد وزارة التربية والتعليم إليه، فكان رفضه إياها من الأسباب المباشرة لتلك المحنة وهي حقيقة واحدة من الحقائق الكثيرة المتعلقة بذلك الصراع العنيف الطويل بين العساكر والإسلاميين، إلا أنها لم تكن السبب الأساسي في المحنة، وإنما كان السبب هو اختلاف الطريق، ذلك الاختلاف الذي ظن العساكر أنهم يستطيعون تجاوزه فيما يتعلق بسيد قطب، فلما تبين لهم إصراره على الحق وصلابته في دين الله واستحالة احتوائه أتموا خطتهم المقدرة وكان ما كان. بل إن محاولة الاحتواء قد استمرت حتى آخر لحظة فبعد إصدار حكم الإعدام سنة 1966م عرضوا عليه أن يعتذر للرئيس المصري في وقتها جمال عبد الناصر ويعلن أن الإخوان كانوا مخطئين ومقابل ذلك لن يلغي أحكام الإعدام عن كل المحكومين فحسب بل سيفرج عن المعتقلين جميعاً وبذلك تنتهي القضية كلها. فلما رفض سيد العرض مضوا إلى آخر الشوط بتنفيذ الإعدام.

## في أفكار سيد قطب
نشر في بعض الصحف الإسلامية عن أفكار سيد قطب وما نسب إليه من القول بوحدة الوجود في بعض تفسيره، فقد ورد في كتابه في ظلال القرآن عبارات يمكن لمن يفصلها عن القرائن أن يوجه إليها مثل هذا الظن، غير أن الباحث المدقق فضلاً عن الباحث المنصف إذ وجد في الظلال عبارات متواترة تبين بصورة قاطعة أن المؤلف يقول إن الله متفرد بكل صفاته وأن مخلوقاته عارية عن هذه الصفات فلا بد لهذا الباحث أن يؤول تلك العبارات الموهمة بما يتناسب مع ما تقطع به العبارات الأخرى الكثيرة المتواترة، من إفراد الله وحده بالألوهية والربوبية، ونفي أي اشتراك بينه وبين خلقه في شيء من صفاته التي تفرد بها.
لنأخذ مثلاً على ذلك قول الحواريين لعيسى:[هل يستطيع ربك أن ينزل علينا مائدة من السماء] فلو إنساناً أخذ هذه العبارة وحدها فنسب إليها عقيدة الحواريين وقال إنهم يشكون في قدرة الله. فهل يكون فهمه سليماً. كلا بالطبع والداعي إلى تنزيههم عن ذلك هو القطع بأنهم كانوا مؤمنين، والمؤمن منزه عن الارتياب في قدرة الله، ومن أجل ذلك أجمع المفسرون على تأويل هذه العبارة بما يصرفها عن شبهة الشك في قدرة الله.
مع حفظ المقامات لأصحابها نقول: إذا ثبت في أكثر من مائة موضع في الظلال اعتقاد المؤلف الجازم بأن الله متفرد في صفاته لا يشاركه أحد في شيء منها، فقد وجب أن تحمل تلك العبارات على أنها محاولة من المؤلف للتعبير عن استشعاره لعظمة الله، وأن كل المخلوقات إنما تستمد وجودها من وجوده. محمد قطب: وأنا لا أقول هذا دفاعاً عن أخي فهو بين يدي مولاه، وإنما أقوله لأني عايشته السنين الطوال وأعلم بما لا يدع مجالاً للشك أنه لم يقع في عقيدته شيء من الزيغ الذي توهمه تلك العبارات.

## في رحاب الأدب
مثل الأستاذ محمد قطب لا يستكمل الحديث عن خصائصه إذا أغفل منها جانب الأدب، الذي يمكن القول بأنه مفتاح شخصيته، فهو أديب في مشاعره، وأديب في تفكيره، وأديب في فلسفته، وأديب في طريقة تناوله لكل ما ينشئ. هذا إلى كونه شديد التركيز على أهمية الأدب في مخاطبة القراء والمستمعين، حتى لتشعر وهو يطالعك بأفكاره في هذه الشئون أنه يعتبر الكلمة الجميلة والعبارة البليغة والصورة الموحية هي الوسائل المفضلة التي عن طريقها يتوصل الداعية الإسلامي إلى التأثير المنشود في العقول والقلوب.
وقد سأله سائل يقول: «في نطاق الأدب يلاحظ أنكم كثيراً ما تركزون على ضرورة الالتزام بالتعبير غير المباشر. ومعلوم أن هذا ألصق بفن الشعر منه بالأدب العام، لأن الأدب هو كل تعبير جميل يؤدي إلى المراد بالأسلوب المناسب، فلكل من المباشر وغير المباشر مجاله الذي لا يغني فيه سواه.. فما رأيكم في هذا؟»
فأجاب محمد قطب بقوله «غير خاف أن الأدب ألوان مختلفة، ولكل لون خصائصه المناسبة.. وحين أتحدث عن التعبير غير المباشر فلا يمكن أن يتطرف ذهني إلى المقالة والبحث والدراسة والموعظة، التي تلقي على الناس مباشرة بقصد التوجيه والتذكير، إنما أقصد بذلك الشعر والقصة ـ بأنواعها والمسرحية.. ففي هذه الفنون يحسن دائماً أن يتوارى المؤلف، وأن يتوارى القصد المباشر، وأن يصل المؤلف إلى هدفه من خلال عرضه مشاهد حية، شعورية وفكرية، وحسية، يتصرف الناس فها تصرفاتهم التي تتناسب مع مواقفهم المختلفة ومن خلال براعة العرض يتبين الموقف الصحيح، أو الذي ينبغي أن يتجه إليه الناس، وهي طريقة أكثر تأثيراً في هذه الفنون من التعبير المباشر الذي يفسد على القارئ أو المشاهد متعة المشاركة مع أشخاص القصة أو المسرحية، ومتعة استخلاص القصة بنفسه لنفسه. والملحوظ أن الشعر والقصة والمسرحية إذا لجأت إلى التعبير المباشر تستوي مع الموعظة بكون تأثيرها يكون عابراً مؤقتاً ثم لا يلبث أن يخفت ويضيع.. على حين تظل مع التعبير غير المباشر مؤهلة للخلود.»

## العلوم الإنسانية في ضوء الإسلام
في بعض محاضراتكم عرضتم لموضوع علم النفس وعلم الاجتماع، ودعوتم إلى تكوين كل منهما على أسس الإسلام، بحيث يكون هناك علم نفس إسلامي، وعلم اجتماع إسلامي. فلو تفضلتم بشيء من التفصيل في هذا الموضوع.
العلوم الإنسانية جميعاً، وهي تشمل فيما تشمل على علوم التربية وعلم النفس وعلم الاجتماع، إنما سميت في أوروبة كذلك لا بمعنى أنها تعالج أموراً إنسانية، كما يتوهم بعضنا حين يستخدم هذا الوصف، بل بمعنى أن المرجع فيها هو الإنسان، وليس الله !. ولإيضاح ذلك نذكر بأن هذه العلوم نبتت في أوروبة ضمن جو معاد للدين، بسبب الظروف المحلية القائمة هناك منذ عصر النهضة، ونحن نقلناها كما هي، ودرسناها في مدارسنا وجامعاتنا بنفس الروح المجافي للدين والمعادي له، سواء شعرنا بذلك أم لم نشعر.. وقد آن لنا أن نتخلص من وطأة الغزو الفكري على عقولنا وأرواحنا، فنتناول هذه العلوم من منطلقنا الإسلامي، الذي لم يعرف العداوة بين الدين والعلم، ولا بين الدين والحياة.
وحين نصنع ذلك فسيتضح لنا أن في هذه العلوم ـ كما هي في صورتها الأوربية ـ اختلالات مبدئية تترتب عليها نتائج خاطئة، وإن اشتملت على حقائق جزئية كثيرة، ولكنها حقائق يفسدها اختلال القاعدة التي تقوم عليها، ويمكن الإفادة منها بتصحيح تلك القاعدة.
وإليك مثالاً واضحاً: منذ دارون سيطرت فكرة حيوانية الإنسان وماديته على الفكر الأوروبي في مجال علم النفس والاجتماع والتربية والاقتصاد وما إليها.. وحيوانية الإنسان ليست فكرة علمية صحيحة، والعلم ذاته يتجه الآن تدريجياً نحو تأكيد إنسانية الإنسان، بمعنى تفرده بخصائص رئيسة لا تتوافر للحيوان.. فكل النتائج المترتبة على تلك النظرة الخاطئة هي خاطئة كذلك، ومن شأنها أن تسقط كل القيم الخلقية، أو لا تعتبرها أسساً ثابتة في الكيان البشري.
وحين نعود إلى مقومات وجودنا الحقيقية، وهي المقومات الإسلامية، فستكون نظرتنا إلى الإنسان مختلفة من جذورها، ومن ثم تصل أبحاثنا العلمية إلى نتائج نهائية مختلفة تماماً عما تصل إليه (العلوم الإنسانية) في مفهوم الغرب.
أعني حين ننطلق من أن (الإنسان إنسان لا حيوان) وأن الله خلقه ليكون خليفة في الأرض، أي مسيطراً ومهيمناً عليها ومعمراً لها، ومنحه الأدوات والمواهب التي تعينه على عمارتها، من عقل وصلاحية للتعليم، ودوافع وقدرة على ضبط الدوافع وتنظيمها.. وفي الوقت ذاته شق له الطريقين وألهمه معرفتهما ومنحه القدرة على اختيار أحدهما [ونفس وما سواها فألهمها فجورها وتقواها قد أفلح من زكاها وقد خاب من دساها] سورة الشمس ـ فصار لأعماله قيمة خلقية مصاحبة لها، نابعة من الفطرة نفسها لا مفروضة عليها من الخارج. ثم إن الله كلفه أن يعبده وحده لا شريك له والعبادة شاملة لكل أعمال الإنسان فصارت مهمته النهائية هي عمران الأرض بمقتضى المنهج الرباني، وهي موضع ابتلائه.. أيستقيم على النهج فيفلح في الدنيا والآخرة، أم يزيغ مدفوعاً بشهواته، فيستمتع في دنياه متاعاً مشقياً مدمراً ويخسر في نفس الوقت آخرته!
حين نتحرك من هذا المنطلق فلا شك أن علومنا النفسية والاجتماعية وما إليها ستختلف اختلافاً جوهرياً في المبدأ والنهاية، وإن اشتركت مع العلوم التي نتعاطاها اليوم في بعض الحقائق الجزئية التي تثبتها التجربة والمشاهدة ـ كما أسلفنا ـ وهذا ما أقصد إليه بكلمة (علم النفس) و (علم اجتماع) إسلامي.
ولقد بذلت بعض الجهد في هذه السبيل عن طريق كتبي (الإنسان بين المادية والإسلام) و (دراسات في النفس الإنسانية) و (منهج التربية الإسلامية) في جزئية الأول في النظرية، والثاني في التطبيق.. غير أن المجال لا يزال واسعاً جداً، ولا يزال في حاجة إلى جهود مكثفة حتى نصل إلى علوم متكاملة في هذا الميدان..

## الشرق الإسلامي هو الميدان الأول
خبرة الأستاذ الطويلة والعميقة في ميدان الدعوة تدفعنا لاستطلاع رأيه في مسيرتها الراهنة، وبخاصة في أوساط مفكري الغرب.. وما يقترحه في هذا الشأن.
ومن منطلق هذه الخبرة الحية يرى الأستاذ أن في مسيرة الدعوة هذه الأيام إيجابيات وسلبيات، فهي تتطلب مراجعة موضوعية واعية تتناول أحداث نصف القرن الأخير، لتأكيد الإيجابيات ومحاولة التخلص من السلبيات وبالنسبة إلى إقبال بعض مفكري الغرب على الإسلام يرى كذلك أن من حقنا أن نبتهج ونرحب بكل مفكر غربي هداه تفكيره السليم إلى الحقيقة، ولكن هذا لا ينسينا أن ميداننا الأصيل في الدعوة ينبغي أن يظل في الشرق في داخل العالم الإسلامي، لرد الناس إلى حقيقة الإسلام التي أصبحت غريبة بينهم، تصديقاً للخبر النبوي القائل: «بدأ الإسلام غريبا وسيعود غريباً كما بدأ فطوبى للغرباء.. الذين يصلحون ما أفسد الناس» ولئن ألجأ الضياع بضعة أفراد وعشرات أو مئات، أو حتى الألوف من الغربيين إلى البحث عن طريق الخلاص حتى يقفزوا فوق الحاجز الصليبي، الذي حال في الماضي بين أوروبة والإسلام، ثم لا يكتفوا باعتناقه حتى يصبحوا من دعاته، لقد كانت الفرص مهيأة لأن يكونوا ملايين بدلاً من الألوف لولا العقبات الأخرى، المتمثلة في الواقع السيئ الذي يعيشه المسلمون بعيدين عن حقيقة الإسلام.. ولو كان الإسلام في صورته الحقيقية ماثلاً في واقع حي لانتقل ملايين الأوروبيين اليوم إلى الإسلام. لذلك يقرر الأستاذ ضرورة التركيز على الدعوة في داخل العالم الإسلامي ذاته، وليس معنى ذلك ألا نلتفت إلى الغرب، ولكن معناه فقط أن حصيلتنا فيه ستظل ضئيلة حتى يتغير هذا الواقع الذي يلابس المسلمين.

## الإسلام هو المنقذ الوحيد
عن المحنة التي يمر شباب الدعوة وشيوخها في معظم ديار المسلمين، والمصير الذي يتوقعه لها يقول الشيخ: إن المحنة القائمة في محيط الدعوة تبعث على الأسى الكثير، ولكن لا بد من دراسة أسبابها دراسة موضوعية فبعض هذه الأسباب قد يكون عائداً إلينا نحن، كما أن بقية الأسباب من صنع أعدائنا ولا شك. فمن جانبنا ينبغي أن نتساءل أترانا سلكنا المنهج الصحيح؟ وما المنهج الصحيح ؟.. أهو الاستكثار من الجماهير ؟ أم هو البدء بإعداد مجموعة قليلة العدد نسبياً، تأخذ حظاً كاملاً من التربية التي أنشأ عليها رسول الله، صلوات وسلامه عليه وآله، أصحابه.. ثم تمضي القاعدة في الاتساع خطوة فخطوة ولكن على تمكن..
ويتابع تساؤلاته: وهل بدأنا التحرك الصحيح الذي هو تجلية العقيدة، وتقويم ما انحرف من مفهوماتها، مع التربية على مقتضى هذه العقيدة، تربية تحول مقتضياتها إلى سلوك واقعي ؟ أم هو مجرد دروس تثقيفية في شتى المعارف الإسلامية! وهل الخطو الصحيح هو استعجال الصدام مع الأعداء قبل إعداد القاعدة المناسبة لهذا الصدام، ولاستمراريته في حجمها وصلابتها حتى يؤتي ثماره المرجوة ؟.. أو هو تحاشي الصدام جهد الإمكان حتى تتهيأ القاعدة الواجبة ؟.. وهل وعينا خطط أعدائنا كيلا نفاجأ بها، ولا يستغرقنا الذهول كلما نزلت بنا واحدة من ضرباتهم أو خديعة من خدائعهم، ما بين محاولات الإبادة ومحاولات الاحتواء ؟ وقبل ذلك وبعده هل تجردنا لله حق التجرد، حتى نستأهل أن يمن علينا بالنصر الموعود ؟ أو أن أهواءنا الشخصية هي المسيطرة، فمنها ننطلق وحولها ندور ؟..
أما أعداؤنا فلن يكفوا، وقد علمنا ذلك يقيناً من قوله تعالى [ولن ترضى عنك اليهود ولا النصارى حتى تتبع ملتهم] ـ [ولا يزالون يقاتلونكم حتى يردوكم عن دينكم إن استطاعوا]
ويعقب هذه التساؤلات المثيرة بقوله المملوء باليقين : (ولكني على الرغم من كل شيء أشعر دائماً بالتفاؤل العميق بالنسبة إلى مستقبل الدعوة).
ويعلل تفاؤله باستقرائه لسنن الله والتتبع لظواهر مشيئته وقدره، فلو كان في قدر الله أن ينتهي الإسلام من الأرض لكان زوال الخلافة هو الفرصة الملائمة لذلك، وبخاصة أن ذلك هو مقصد الأعداء من تدمير الخلافة، بيد أن هذا الحدث ذاته هو الذي بعث حسن البنا لإنشاء حركته العالمية.. ولو كان في قدر الله أن تموت الحركة الإسلامية لكان التعذيب الوحشي، ومحاولات الإبادة الجماعية في السجون والمعتقلات كافية للقضاء على كل أمل بحياتها، على حين نرى الضد من ذلك، فبعد كل مذبحة ينبثق مدد جديد من الشباب يعتنق الدعوة ويتفانى من أجلها..
ثم إن المحنة الكبرى التي فتنت المسلمين عن دينهم كانت هي أوروبة وبريق حضارتها الخاطف.. ولكن أوروبة اليوم قد تجلى عوارها للجم الغفير من أبنائها، إذ بدأ كثير منهم يذبحون عن طريق الخلاص من أمراض تلك الحضارة المدمرة. وكذلك الأمر بالنسبة لملاحدة الزعماء الذين بذرتهم أوروبة وأمريكة وروسية في العالم الإسلامي، ليحولوا الناس عن الإسلام بالشعارات المضللة أو بالقتل والتشريد، فقد أثبت هؤلاء إخفاقهم الذريع في حل مشكلات شعوبهم، بل زادوا هذه المشكلات سوءاً وتعقيداً، وزاد هوان المسلمين على أيديهم فضاعت فلسطين، ومضى غيرها في طريق الضياع، واليوم تبدأ على أيديهم عملية التفتيت للدول الإسلامية تحقيقاً لأهداف أعدائهم.. ولم تزدهم تلك الأنظمة المستوردة من مصانع أولئك الأعداء إلا إخفاقاً وهواناً، والنتيجة واحدة مشتركة هي اليأس من كل النظم والاتجاهات، والتطلع إلى الإسلام على أنه هو المنقذ الوحيد، وما ذلك إلا توكيد حاسم بأن الحركة الإسلامية هي طريق المستقبل رضي الأعداء وأذيالهم أم أبوا.. ومع ذلك لا أتعجل النتائج.. وأعرف أن ثمة مخاضاً ضخماً لا بد أن تخوضه الأمة الإسلامية وطريقاً طويلاً مشحوناً بالمعاناة والعرق والدماء والدموع، ولكنه قدرها الذي لا مندوحة لها عن سلوكه، ثم تتنزل رحمة الله بالنصر والتمكين، وصدق الله العظيم القائل في كتابه الحكيم: [وعد الله الذين آمنوا منكم وعملوا الصالحات ليستخلفنهم في الأرض كما استخلف الذين من قبلهم وليمكنن لهم دينهم الذي ارتضى لهم وليبدلنهم من بعد خوفهم أمناً يعبدونني لا يشركون بي شيئاً]

## آثاره المفضلة
كان خاتمة الحديث استفسار الأستاذ عن أحب مؤلفاته إليه، فكان جوابه: من المعتاد أن يقول المؤلف أن كتبه كلها أبناؤه، وكلهم عزيز عليه. وأنا أيضاً أقول هذا، ومع ذلك فقد يكون (الإنسان بين المادية والإسلام) وهو باكورة كتبي، أحبها إلي، فضلاً عن كونه الابن البكر فهو يشتمل على الخطوط الرئيسية التي انبعثت منها عدة كتب تالية في مجال التربية وعلم النفس، كما أن كتاب (جاهلية القرن العشرين) له موضع خاص في نفسي كذلك، ولعل السبب أنه يمثل رؤيتي لحقيقة الجاهلية، وأنها ليست محدودة بفترة معينة من الزمن، وإنما هي حالة يمكن أن توجد في أي زمان ومكان، وأن البشرية تعيش اليوم أعتى جاهلية عرفتها.. كذلك كتاب (دراسات قرآنية) فإنه يحكي قصة حياتي مع القرآن منذ الطفولة حتى النضج.. وأخشى أن يستدرجني السؤال إلى أن أوثر كل واحد من كتبي على إخوته، فيضيع معنى السؤال.
أما من حيث الأهمية في تقديري فقد أقدم (الإنسان بين المادية والإسلام) و (منهج التربية الإسلامية) و (التطور والثبات في حياة البشرية) و (جاهلية القرن العشرين) وأخيراً كتاب (المذاهب الفكرية المعاصرة)..
ومع ذلك فقد يكون للقراء رأي آخر..
ذلك هو محمد قطب الذي شرق اسمه مع مؤلفاته الطافحة بالجديد من الفكر الحي النابع من الرؤية الإسلامية، التي خلصت من شوائب التقليد، فكانت إحدى المنارات القليلة التي تبين للقارئ المسلم طريقه الموصل إلى عز الدنيا وسعادة الآخرة. وهو مقيم حاليا في حي العوالي بمكة المكرمة حرسها الله.

## مؤلفاته
1. مذاهب فكرية معاصرة
2. دراسات في النفس الإنسانية
3. التطور والثبات في حياة البشرية

كتاب هل نحن مسلمون للمؤلف محمد قطب ، الطبعة الثالثة سنة 1980م

4. منهج التربية الإسلامية (بجزئية: النظرية والتطبيق)
5. منهج الفن الإسلامي
6. جاهلية القرن العشرين (1965)
7. الإنسان بين المادية والإسلام (1951)
8. دراسات قرآنية
9. هل نحن مسلمون؟(1959)
10. شبهات حول الإسلام
11. في النفس والمجتمع
12. حول التأصيل الإسلامي للعلوم الاجتماعية
13. قبسات من الرسول (1957)
14. معركة التقاليد
15. مغالطات (2006)
16. مفاهيم ينبغي أن تصحح
17. كيف نكتب التاريخ الإسلامي؟
18. لا إله إلا الله عقيدة وشريعة ومنهج حياة
19. دروس من محنة البوسنة والهرسك
20. العلمانيون والإسلام
21. هلم نخرج من ظلمات التيه
22. واقعنا المعاصر
23. قضية التنوير في العالم الإسلامي
24. كيف ندعو الناس؟
25. المسلمون والعولمة
26. ركائز الإيمان
27. لا يأتون بمثله!
28. من قضايا الفكر الإسلامي المعاصر
29. حول التفسير الإسلامي للتاريخ
30. الجهاد الأفغاني ودلالاته
31. دروس تربوية من القرآن الكريم
32. حول تطبيق الشريعة
33. المستشرقون والإسلام
34. هذا هو الإسلام
35. رؤية إسلامية لأحوال العالم المعاصر
36. مكانة التربية في العمل الإسلامي

## الجوائز
تقاسم قطب جائزة الملك فيصل العالمية في الدراسات الإسلامية سنة 1988 مع التركي مقداد يالجن.

## وفاته
توفي الشيخ المفكر محمد قطب في الثامنة من صباح يوم 4/6/1435، الموافق 4 أبريل 2014 في مدينة جدة بالمملكة العربية السعودية في مستشفى المركز الطبي الدولي

## وصلات خارجية
- محمد قطب على موقع أرشيف الشارخ.
- للأطلاع على مؤلفاته وتنزيلها
- دروسه على موقع طريق الإسلام
- محاضراته على موقع طريق الإسلام
- عرض كتاب: حول التفسير الإسلامي للتاريخ - المعرفة - الجزيرة نت
- إصابة المفكر الإسلامي محمد قطب بجلطة دماغية، الإسلام اليوم، 2 سبتمبر 2009
- وداعا محمد قطب  مقالة في رحيل الأستاذ محمد قطب رحمه الله، موقع الشيخ عبد المجيد الشاذلي، 4 أبريل 2014.